# Marjolein
Marjolein (auch: Marjolijn) ist ein weiblicher Vorname. Der Vorname Marjolein hat weder einen regulären Namenstag noch sonstige Gedenktage.

## Herkunft und Bedeutung
Der Name ist wahrscheinlich von dem Mädchennamen Maria abgeleitet. In den Niederlanden geht der Name auf die Pflanzenart Majoran zurück, wird von diesem Namen abgeleitet.

## Verbreitung
Der Name ist vor allem in den Niederlanden, seltener auch noch in Belgien vertreten. In Deutschland zählt Marjolein zu den am seltensten vorkommenden Mädchenvornamen. In Frankreich ist die Namensvariante Marjolaine relativ weit verbreitet.

### Bekannte Namensträger
- Marjolein Bastin (* 1943), niederländische Künstlerin und Autorin
- Marjolein Buis (* 1988), niederländische Rollstuhltennisspielerin
- Marjolein Decroix (* 1992), belgische Skifahrerin
- Marjolein Eijsvogel (* 1961), niederländische Hockeyspielerin
- Marjolein Faber (* 1960), niederländische Politikerin
- Marjolein de Jong (* 1968), niederländische Volleyballspielerin
- Marjolein de Jong (Leichtathletin) (* 1981), niederländische Leichtathletin
- Marjolein Kriek (* 1973), niederländische klinische Humangenetikerin
- Marjolein Lindemans (* 1994), belgische Siebenkämpferin
- Marjolein Teepen (* 1980), niederländische Tänzerin
- Marjolijn Hof (* 1956), niederländische Kinder- und Jugendbuch-Autorin
- Marjolijn Mandersloot (* 1959), niederländische Bildhauerin